# Volta Redonda FC
Volta Redonda Futebol Clube – brazylijski klub piłkarski z siedzibą w mieście Volta Redonda leżącym w stanie Rio de Janeiro.

## Osiągnięcia
- Wicemistrz trzeciej ligi brazylijskiej (Campeonato Brasileiro Série C): 1995
- Taça Guanabara: 2005
- Copa Rio (5): 1994, 1995, 1999, 2007, 2022
- Mistrz drugiej ligi Campeonato Carioca (4): 1987, 1990, 2004, 2022
- Campeonato do Interior (3): 1994, 1995, 1998
- Torneio Incentivo: 1979
- Copa Finta Internacional: 2005

## Historia

### Założenie
W 1975 roku w Volta Redonda był tylko jeden klub zawodowy - Clube de Regatas do Flamengo zwany często Flamenguinho. W roku tym stany Rio de Janeiro i Guanabara (obejmujący miasto Rio de Janeiro) połączyły się tworząc obecny stan Rio de Janeiro. Połączyły się także federacje piłkarskie obu stanów - Federação Carioca de Futebol (miasto Rio de Janeiro) i Federação Fluminense de Desportos (tereny stanu poza miastem Rio de Janeiro).
Na spotkaniu prezesa Companhia Siderúrgica Nacional (CSN) i burmistrza miasta Volta Redonda, Nelsona Gonçalvesa, doktora Guanayra i prezesa Confederação Brasileira de Desportos (CBD) admirała Heleno Nunesa doktor Guanayra uważał, że w Campeonato Carioca miasto powinien reprezentować dotychczas istniejący klub Flamenguinho. Jednak admirał Heleno Nunes postanowił założyć nowy klub o nazwie Volta Redonda Futebol Clube o takich samych barwach, jakie posiada miasto - czyli czarno-żółto-białych.
Ostatecznie Volta Redonda Futebol Clube założony został 9 lutego 1976 roku w pokoju konferencyjnym siedziby federacji Federação Carioca de Futebol w obecności kierowników klubów miasta Volta Redonda Clube de Regatas Flamengo i Associação Atlética Comercial oraz przedstawicieli ratusza.

### Campeonato Carioca 2005
Volta Redonda, beniaminek pierwszej ligi mistrzostw stanu Rio de Janeiro (Campeonato Carioca) zaskoczył wszystkich obserwatorów wygrywając prestiżowy turniej Taça Guanabara (będący częścią mistrzostw stanu) po pokonaniu tak silnych klubów jak CR Vasco da Gama. Ten sukces pozwolił klubowi na walkę o mistrzostwo stanu ze zwycięzcą turnieju Taça Rio (był nim wówczas klub Fluminense de Feira Futebol Clube). W pierwszym meczu na słynnej Maracanie Volta Redonda niespodziewanie wygrał 4:3. W rewanżu wystarczał remis, jednak Fluminense wygrał 3:1 i został mistrzem stanu. Volta Redonda zadowolić się musiał tytułem wicemistrza stanu.

### Copa do Brasil 2006
W roku 2006 Volta Redonda dotarł do ćwierćfinału Copa do Brasil. W pierwszej rundzie pokonany został klub América Mineiro, w następnej Athletico Paranaense. W trzeciej rundzie Volta Redonda wyeliminował klub 15 de Novembro z miasta Campo Bom. Następnie 4 maja na Estádio São Januário Volta Redonda przegrała 1:2 z CR Vasco da Gama i została wyeliminowana z dalszych gier (w pierwszym meczu 27 kwietnia był remis 0:0).

### Piłkarze w historii klubu
- Donizete
- Felipe Melo
- Lopes
- Sérgio Manoel
- Túlio